# Det som ingen ved
Det som ingen ved  er en dansk film fra 2008, instrueret af Søren Kragh-Jacobsen. 

## Plot
Da børneentertaineren Thomas Deleurans søster – som har levet et liv med mange hemmeligheder – omkommer ved en tilsyneladende hændelig drukneulykke, finder han nogle dokumenter og billeder i hendes lejlighed. De viser sig at indeholde sprængfarlig information om den efterretningstjeneste, deres far havde viet sit liv til. Thomas hvirvles ind i sagen, og pludselig bliver han selv overvåget, aflyttet og forfulgt.

## Medvirkende
- Anders W. Berthelsen – Thomas Deleuran
- Maria Bonnevie – Ursula
- Ghita Nørby – Ingrid Deleuran
- Henning Jensen – Lange-Erichsen
- Marie Louise Wille – Marianne
- Mette Gregersen – Liv
- Lars Mikkelsen – Marc Deleuran
- Sarah Juel Werner – Bea
- Jonas Schmidt – Claus Jensen
- Sarah Boberg – Amalie
- Claus Gerving – Tyrfing agent
- Kim Sønderholm – Tyrfing agent
- Karl Bille – Lastbilchauffør
- Sonja Richter – Charlotte Deleuran
- Rita Angela – Ældre dame
- Baard Owe – Hemmingsen
- Christian Grønvall – Tjener
- Rebekka Owe – Margrethe
- Vibeke Hastrup – Fru Lange-Erichsen
- Torben Jensen – Stemme i telefon